# 维维尔 (夏朗德省)
维维尔（法語：Viville，法語發音：[vivil]）是法国夏朗德省的一个旧市镇，属于干邑区。2017年1月1日，维维尔和相邻的另外4个市镇合并为新市镇贝勒维涅。

## 地理
维维尔（45°31'16"N, 0°7'14"W）面积2.93 平方千米，位于法国新阿基坦大区夏朗德省，该省份为法国西部内陆省份，北起德塞夫勒省和维埃纳省，东临上维埃纳省，东南至多尔多涅省，南至多爾多涅省，西接滨海夏朗德省。
与维维尔接壤的市镇（或旧市镇、城区）包括：马拉维尔、诺纳维尔、圣梅达尔、图扎克。

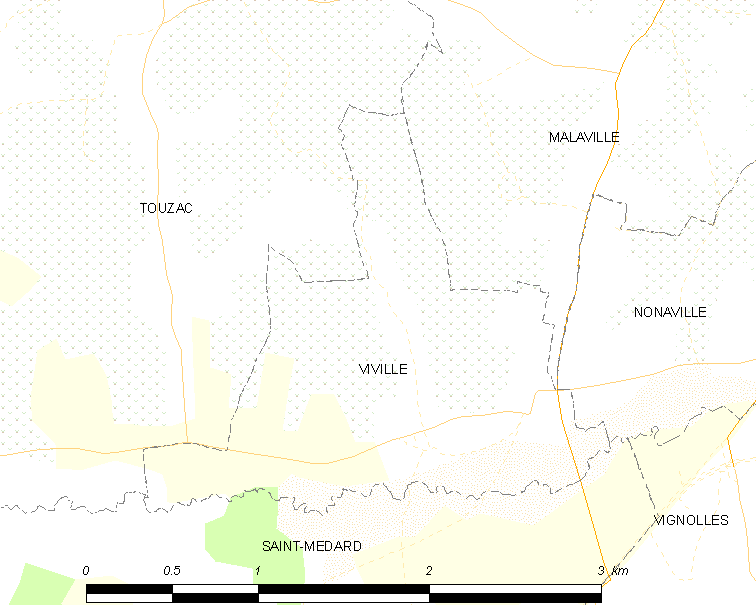
的OSM定位图

维维尔的时区为UTC+01:00、UTC+02:00（夏令时）。

## 行政
维维尔的邮政编码为16120，INSEE市镇编码为16417。

## 政治
维维尔所属的省级选区为夏朗德-香槟县。

## 人口

1962-2008年间人口变化图示

维维尔于2018年1月1日时的人口数量为103人。